# 經濟部礦務局
經濟部礦務局（簡稱礦務局）曾是中華民國管理礦業的最高主管機關，直屬於經濟部，於1970年成立、2023年9月26日與中央地質調查所整併為經濟部地質調查及礦業管理中心。

## 沿革
- 1970年2月11日，臺灣省政府為統一礦務行政事權、加強礦場保安，將臺灣省煤業調節委員會、臺灣省工礦檢查委員會等相關單位合併成立「臺灣省礦務局」，隸屬於臺灣省政府建設廳。1977年1月，在花蓮縣花蓮市成立臺灣省礦務局東區辦事處。1985年5月，在臺北市石牌成立臺灣省礦務局訓練中心。

- 1999年7月1日，配合臺灣省政府功能業務與組織調整，臺灣省礦務局改隸經濟部而更名為「經濟部礦務局」。

- 2002年11月21日，臺北市政府與國立陽明大學合作成立「基因體學研究發展中心」，位於原經濟部礦務局訓練中心。

- 2023年6月7日，修正《經濟部組織法》9月26日將與經濟部中央地質調查所整併為「經濟部地質調查及礦業管理中心」。[1]

## 組織
- 局長
  - 副局長
    - 主任秘書

行政部門
- 秘書室
- 主計室
- 人事室
- 政風室

業務單位
- 東區辦事處
- 礦務行政組
- 礦場保安組（設有瑞芳、三峽、頭份、宜蘭、和平礦場保安中心）
- 礦業輔導組
- 土石管理組

## 歷任首長
1. 田維五：1970年2月—1971年9月
2. 邱岳：1971年9月—1980年8月
3. 高金福：1980年8月—1984年10月
4. 李豐之：1984年10月—1987年8月
5. 林崇標：1987年8月—1989年7月
6. 陳顯章：1989年7月—1997年5月
7. 朱明昭：1997年5月—2017年6月
8. 徐景文：2017年6月—2023年7月
9. 徐銘宏：2023年7月—2023年9月（代理、末任）

## 外部連結
- 經濟部礦務局暫行組織規程 全國法規資料庫 （页面存档备份，存于）